# Culicoides stigma
Culicoides stigma är en tvåvingeart som först beskrevs av Johann Wilhelm Meigen 1818.  Culicoides stigma ingår i släktet Culicoides och familjen svidknott. Inga underarter finns listade i Catalogue of Life.